# Куанза Норте
Куанза Норте (на португалски: Cuanza Norte) е провинция на Ангола разположена в северозападната част на страната. Площта ѝ е 24 110 квадратни километра, а населението наброява 400 000 души. Град Н'Далантандо е столицата на провинцията и е разположен на около 200 километра източно от столицата на Ангола Луанда. Язовирът Капанга е разположен на територията на провинцията. Куанза Норте лежи на северния бряг на реката Куанза, дала името ѝ.